# José de Margotedo
José de Margotedo (Arnuero, Cantabria), fue un escultor y ensamblador español del siglo XVII.

## Biografía
Pudo haber sido hijo de Pedro Vélez de Margotedo y ser hermano de Diego de Margotedo. Se formó y comenzó su carrera profesional en Cantabria. De 1659 a 1660 trabajó en la iglesia de su pueblo, realizando los cajones de los santos de la parroquia y en una alacena para la sacristía. Posteriormente, se trasladó a León, donde en 1671 era maestro ensamblador de retablos. En 1672 participó en el concurso para realizar en Labastida el retablo mayor de la iglesia de La Asunción, que finalmente logró Fernando de la Peña. En 1673 realizó doce sitiales de la sillería del coro de la Catedral de Calahorra. De 1676 a 1678 trabajó en León, participando en el retablo de la capilla de La Inmaculada, del claustro de la Catedral, perteneciente al hidalgo Bernardino de Rebolledo. En 1670 con otros maestros, presentó los planos del retablo mayor de la Catedral, obra ejecutada en el siglo XVIII. En 1678 fue contratado en Oviedo, donde realizó el retablo mayor del Monasterio de San Pelayo, con columna salomónica realizada por Alonso de Rozas. En Oviedo realizó también el trazado del retablo mayor de la iglesia-convento de San Francisco, en la que también participaron Tomás de Solís y Diego Lobo. En Asturias también diseñó el retablo de la iglesia de Belmonte.